# الملاك السكران
الملاك السكران (باليابانية: 醉いどれ天使) هو فيلم ياكوزا نوار ياباني صدر عام 1948 من إخراج أكيرا كوروساوا، الذي شارك أيضًا في كتابة السيناريو. ومن الجدير بالذكر أنه أول تعاون سينمائي من بين ستة عشر تعاونًا بين المخرج كوروساوا والممثل توشيرو ميفوني.

## القصة
سانادا (تاكاشي شيمورا) هو طبيب سكير في اليابان ما بعد الحرب، يعالج عضوًا صغيرًا في الياكوزا يُدعى ماتسوناغا (توشيرو ميفوني) بعد معركة بالأسلحة النارية مع نقابة منافسة. لاحظ الطبيب أن ماتسوناغا يسعل، وقام بتشخيص إصابة رجل العصابات الشاب بمرض السل. بعد مضايقة ماتسوناغا بشكل متكرر، الذي يرفض التعامل مع مرضه، بشأن الحاجة إلى البدء في الاعتناء بنفسه، وافق رجل العصابات أخيرًا على التوقف عن شرب الخمر وملاحقة النساء والسماح لسانادا بالعناية به. تنشأ بين الاثنان صداقة غير مستقرة حتى يتم إطلاق سراح أوكادا، شقيق ماتسوناغا، وهو أيضًا الصديق السابق المسيء لميو مساعدة الطبيب، من السجن. في غضون ذلك، يواصل سانادا علاج مرضاه الآخرين، ويبدو أن إحداهم، وهي طالبة شابة، تحرز تقدمًا ضد مرض السل.
يستسلم ماتسوناغا بسرعة لضغط الأقران ويتوقف عن اتباع نصيحة الطبيب، ويعود إلى عادات الشرب القديمة ويذهب إلى النوادي الليلية مع أوكادا وزملائه في الياكوزا. في النهاية، انهار أثناء لعبة النرد الساخنة وتم نقله إلى عيادة سانادا في المساء. يظهر أوكادا ويهدد بقتل الطبيب إذا لم يخبره بمكان العثور على ميو، وبينما يدافع ماتسوناغا عن الطبيب ويطلب من أوكادا المغادرة، يدرك أنه لا يمكن الوثوق بأخيه. يكتشف ماتسوناغا بعد ذلك أن رئيس نقابته، الذي منحه السيطرة على أراضي أوكادا خلال فترة وجوده في السجن، ينوي التضحية به باعتباره بيدقًا في الحرب ضد النقابة المنافسة. كما أمر أوكادا أصحاب المتاجر في منطقة نفوذه برفض تقديم الخدمة إلى ماتسوناغا انتقامًا لتحديه.
يذهب سانادا لإبلاغ الشرطة بمضايقات أوكادا، بينما يغادر ماتسوناغا العيادة سرًا ويذهب إلى شقة الياكوزا. هناك، يجد شقيقه مع ناناي، حبيبة ماتسوناغا السابقة التي تخلت عنه بسبب تدهور صحته، ويحاول بغضب طعنه قبل أن يبدأ في سعال الدم. ثم طعنه أوكادا في صدره، وتعثر ماتسوناغا في الخارج قبل أن يموت متأثرًا بجراحه. تم القبض على أوكادا بتهمة القتل، لكن رئيس ماتسوناغا يرفض دفع تكاليف جنازته. تدفع النادلة المحلية، التي كانت لديها مشاعر تجاه ماتسوناغا، ثمنها بدلاً من ذلك وأخبرت سانادا أنها تخطط لأخذ رماد ماتسوناغا لدفنه في مزرعة والدها، حيث عرضت العيش معها. يرد الطبيب قائلاً إنه بينما يفهم ما تشعر به، فإنه لا يستطيع أن يسامح ماتسوناغا لأنه هو من تسبب في موته بنفسه. عندها فقط وصلت مريضته الطالبة وتكشف له عن شفائها من مرض السل ويقودها الطبيب بسعادة إلى السوق لشراء الحلوى احتفالا.

## طاقم التمثيل

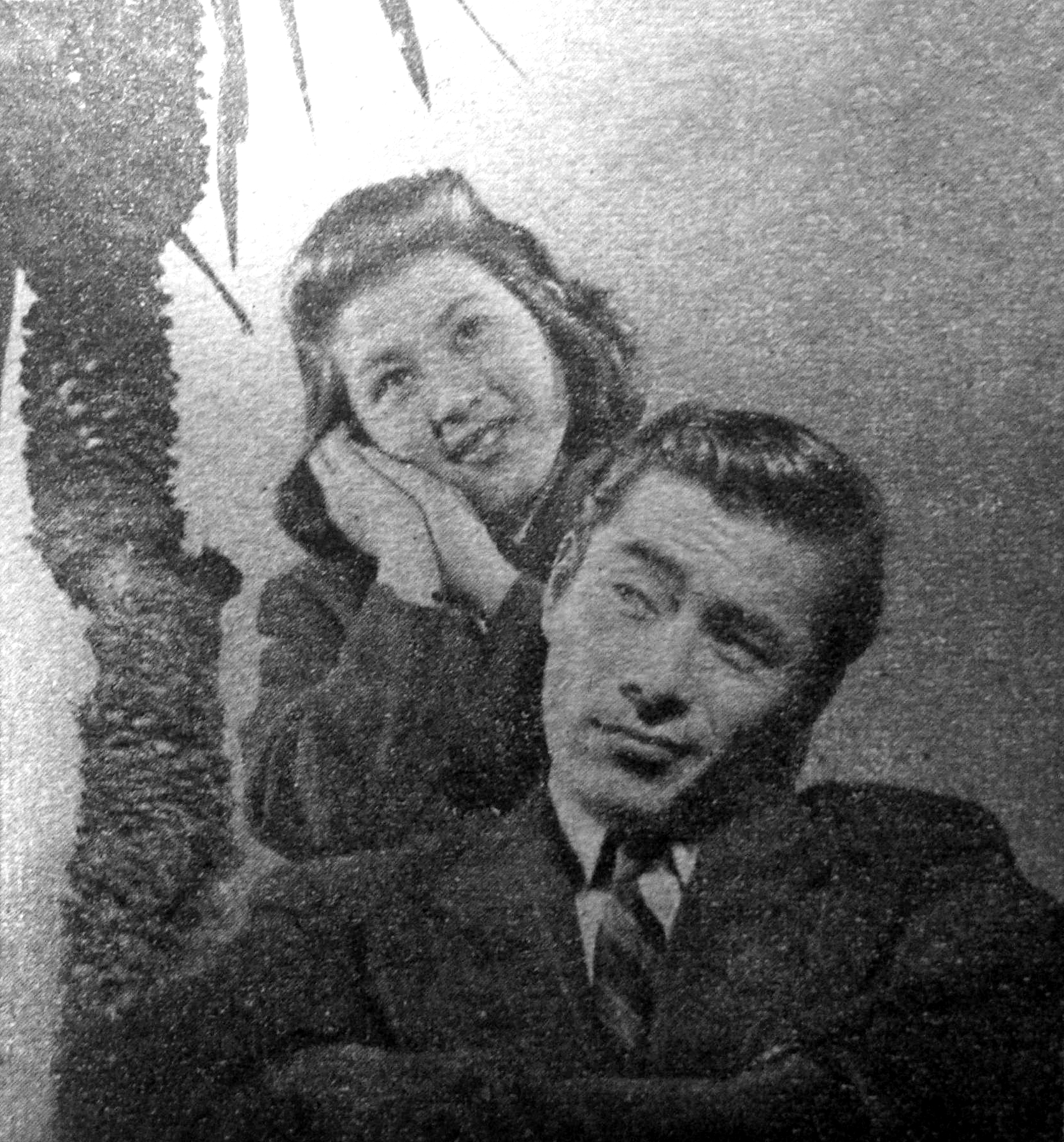
توشيرو ميفوني (أسفل) ويوشيكو كوغا في لقطة دعائية للفيلم

| الممثل            | الدور                 |
| ----------------- | --------------------- |
| تاكاشي شيمورا     | الدكتور سانادا        |
| توشيرو ميفوني     | ماتسوناغا             |
| ريسابورو ياماموتو | أوكادا                |
| ميتشيو كوجوري     | ناناي                 |
| تشيكو ناكاكيتا    | الممرضة ميو           |
| إيتارو شيندو      | تاكاهاما              |
| نوريكو سينغوكو    | جين                   |
| شيزوكو كاساغي     | المغني                |
| ماساو شيميزو      | أويابون               |
| يوشيكو كوغا       | الطالبة المصابة بالسل |

## الإنتاج
أثناء البحث عن ممثل ليلعب دور ماتسوناغا، أخبر أحد المخرجين كوروساوا عن ميفوني، الذي كان يقوم باختبار أداء لفيلم آخر حيث كان عليه أن يلعب شخصية غاضبة. شاهد كوروساوا ميفوني وهو يقوم بهذا الاختبار، وكان مندهشًا جدًا من ميفوني لدرجة أنه اختاره في دور ماتسوناغا على الفور. على قرص دي في دي الخاص بمجموعة كرتيرين للفيلم، علق خبير السينما اليابانية دونالد ريتشي بأن كوروساوا أعجب بخفة الحركة الرياضية وحركات ميفوني "الشبيهة بالقطط"، والتي كان لها أيضًا تأثير في اختياره.
تمت تغطية مشكلات الرقابة في فيلم الملاك السكران على نطاق واسع في فيلم وثائقي تكميلي من تأليف الباحث السينمائي الدنماركي لارس مارتن سورنسن، والذي تم إنشاؤه لإصدار دي في دي من مجموعة كرتيرين للفيلم، بعنوان كوروساوا والرقباء. تم إنتاج فيلم الملاك السكران وإصداره أثناء الاحتلال الأمريكي لليابان، وكان يجب أن يتوافق مع مجلس الرقابة الصادر عن حكومة الولايات المتحدة. ولم يسمح المجلس بعرض انتقادات الاحتلال في الأفلام اليابانية في ذلك الوقت.
وقد أفلت كوروساوا من الرقابة بعدة إشارات إلى الاحتلال، وكلها سلبية. يُظهر المشهد الافتتاحي للفيلم عاهرات غير مرخصات معروفات باسم فتيات "بان بان" اللاتي يقدمن خدماتهن للجنود الأمريكيين. يرتدي جميع أفراد العصابات وصديقاتهم ملابس وتسريحات شعر غربية. لم يُسمح لكوروساوا بإظهار مبنى محترق في منطقة الأحياء الفقيرة في السوق السوداء، لكنه أظهر بشكل كبير المستنقع السام في وسط المنطقة. لم يُسمح أيضًا باللافتات باللغة الإنجليزية، لكن الأسواق الموجودة في موقع التصوير لديها عدة أمثلة لاستخدام اللغة الإنجليزية على لافتاتها. يتميز مشهد الرقص في الملهى الليلي بمقطوعة أصلية ("رقصة الادغال"، التي غناها شيزوكو كاساغي) مع كلمات كوروساوا، التي تسخر من موسيقى الجاز الأمريكية؛ يقلد كاساغي صرخة جوني فايسمولر الشهيرة من أفلام تارزان، والطريقة التي يصور بها كوروساوا المغني محاكاة ساخرة فيلم نوار الأمريكي جيلدا. لم يتمكن مجلس الرقابة من اكتشاف هذه الانتهاكات الخفية بسبب الإرهاق ونقص الموظفين، لكن الرقابة طلبت من كوروساوا إعادة كتابة نهاية الفيلم الأصلية الأكثر "مروعة".

## الموسيقى
استخدم كوروساوا الموسيقى لتوفير التباين مع محتوى مشهد معين. على وجه الخصوص، كان استخدامه لأغنية الوقواق الفالس بواسطة جي. أي. جونيون. أثناء التصوير، توفي والد كوروساوا. وبينما كان في حالة حزينة، سمع أغنية الوقواق الفالس تعزف في الخلفية، وجعلته الموسيقى الغريبة أكثر اكتئابًا.
قرر كوروساوا استخدام نفس التأثير في الفيلم، في أدنى نقطة في حياة ماتسوناغا، عندما أدركت الشخصية أنه كان يستخدمه زعيم الجريمة طوال الوقت. طلب كوروساوا من طاقم الصوت العثور على التسجيل الدقيق لأغنية الوقواق الفالس التي سمعها بعد وفاة والده، وطلب منهم تشغيل بداية الأغنية مرارًا وتكرارًا في المشهد الذي يسير فيه ماتسوناغا في الشارع بعد مغادرة زعيم الجريمة. أراد كوروساوا أيضًا أن يستخدم، في المشهد الافتتاحي لفيلم أوكادا، جعله يعزف على الجيتار ماك السكين، والتي كانت أغنية من تأليف كورت ويل مع كلمات برتولت بريشت.

## الإرث
حصل فيلم الملاك السكران على نسبة موافقة بلغت 93% على موقع روتن توميتوز. في كتاب فيلم الياكوزا: دليل لأفلام العصابات اليابانية (2003)، استشهد مارك شيلينغ بالفيلم باعتباره أول فيلم يصور الياكوزا بعد الحرب، على الرغم من أنه أشار إلى أن الفيلم يميل إلى التلاعب بالموضوعات المشتركة لنوع أفلام الياكوزا بدلاً من تصويرها بشكل مباشر.

## وصلات خارجية
- الملاك السكران على موقع IMDb (الإنجليزية)
- الملاك السكران على موقع الموسوعة البريطانية (الإنجليزية)
- الملاك السكران على موقع روتن توميتوز (الإنجليزية)
- الملاك السكران على موقع نتفليكس (الإنجليزية)
- الملاك السكران على موقع ألو سيني (الفرنسية)
- الملاك السكران على موقع Turner Classic Movies (الإنجليزية)
- الملاك السكران على موقع أول موفي (الإنجليزية)
- الملاك السكران على موقع فيلمافينيتي (الإسبانية)
- الملاك السكران على موقع قاعدة بيانات الأفلام السويدية (السويدية)
- الملاك السكران على موقع قاعدة بيانات الفيلم (الإنجليزية)